# Molengang

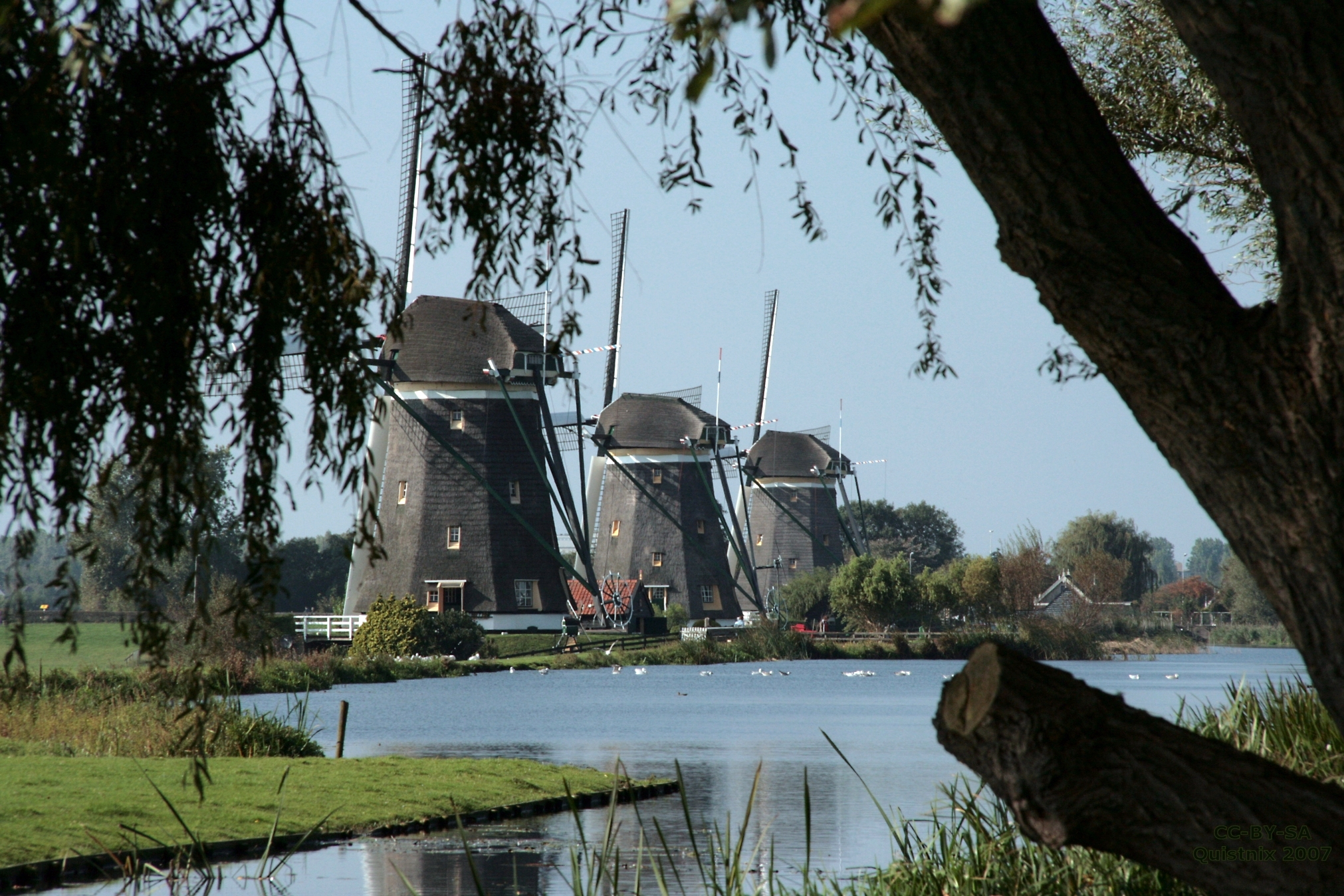
Molendriegang bij Leidschendam

Een molengang (ook maalgang) is een aantal samenwerkende poldermolens voor het droogmaken en -houden van een polder. Door de maximale opvoerhoogte van ongeveer 1,75 meter per molenrad, was het bij diepere polders noodzakelijk dat het water in 'trappen' omhoog werd gebracht. De laagste molen (de zogenaamde ondermolen) schept het water naar de onderboezem; de hoogste molen (bovenmolen) schept het water naar de ringvaart.
De 'molengang' bestaat doorgaans uit twee trappen (tweegang) of drie trappen (driegang). Bij een driegang is er naast de onderboezem ook nog een tussenboezem (middenmolen). Er zijn ook molenviergangen gebouwd en zelfs een zesgang. Na de vervanging van het scheprad door een vijzel in de 18e en 19e eeuw werd de opvoerhoogte per molen verhoogd en is het aantal trappen van veel molengangen teruggebracht. De werkloos geworden windmolens werden gesloopt voor onderdelen, verplaatst of verkocht.
De Kinderdijkse molens vormen de bekendste molengang in Nederland.
De uitvinder van de molengang is Simon Stevin, die in 1589 octrooi hiervoor verkreeg. Vanaf 1609, het jaar dat zijn octrooi verliep, maakte Leeghwater gebruik van de molengang voor het droogmalen van de Beemster.